# Willemstad
Willemstad (lit.  Viljemovo mesto) je glavno in največje mesto Curaçaa, otoka v južnem Karibskem morju, ki tvori konstitutivno deželo  Kraljevine Nizozemske. Pred razpadom leta 2010 je bil glavno mesto Nizozemskih Antilov. Zgodovinsko središče mesta sestavljajo štiri četrti: Punda in Otrobanda, ki ju ločuje zaliv Svete Ane, zaliv, ki vodi v veliko naravno pristanišče, imenovano Schottegat, ter četrti Scharloo in Pietermaai Smal, ki sta drug nasproti druge v manjšem pristanišču Waaigat. Willemstad je dom sinagoge Curaçao, najstarejše ohranjene sinagoge v Ameriki. Središče mesta s svojo edinstveno arhitekturo in vhodom v pristanišče je bilo uvrščeno na Unescov seznam svetovne dediščine.

## Zgodovina
Prvotni prebivalci so bili Aravaki. Otok so leta 1499 odkrili Španci. Izkrcali naj bi se 26. julija, na god svete Ane, in zaliv poimenovali Bahia de Santa Ana ("Sint Annabaai"). Leta 1515 so bili skoraj vsi Aravaki kot sužnji odpeljani v Španijo. Leta 1527 so se Španci končno naselili na Curaçau.
Punda je bila ustanovljena leta 1634, ko je Nizozemska zahodnoindijska družba (WIC) zavzela otok, ki je bil v rokah Španije. Prvotno ime Punda je bilo v nizozemščini de punt. Mesto je bilo zgrajeno kot mesto z obzidjem. Kmalu se je razvilo v enega večjih središč atlantske trgovine s sužnji, kar je sprožilo hitro rast prebivalstva.  Od leta 1651 je mesto imelo tudi pomembno judovsko skupnost. Leta 1674 so sefardski portugalski Judje iz Amsterdama in Recifeja v Braziliji, ki so se v mestu naselili kot trgovci zgradili leseno sinagogo Mikvé Israel-Emanuel, ki je najstarejša še vedno v uporabi sinagoga na ameriški celini. V poznem 17. stoletju je bilo znotraj mestnega obzidja preko 200 hiš.  Ko so bili Judje izgnani iz francoskih otokov Martinique in Guadeloupe je število Judov na Curaçao naraslo in do leta 1780 doseglo 2,000, kar je več kot polovica celotne bele populacije.
Ko je bil prvi WIC razpuščen, je bilo odločeno, da bo Willemstad (od leta 1675 ) postal odprto pristanišče, kjer bodo lahko pristajale ladje iz različnih držav. Leta 1675 je bilo odločeno zgraditi mesto Pietermaai zunaj zaprtega mesta. Od mesta naj bi bila ločena z okoli 500 m dolgim območjem, kjer gradnja ni bila dovoljena, da ne bi ovirali topov v trdnjavi Amsterdam. Leta 1707 je bilo ustanovljeno predmestje Otrobanda. Otrobanda je postala kulturno središče Willemstada. Njegovo ime izvira iz Papiamentu otro banda, kar pomeni "nasprotna stran". Sledilo je predmestje Scharloo, vendar je Willemstad še naprej doživljal rast. Do leta 1818 je prebivalstvo Willemstada naraslo na 9536 ljudi. 13. maja 1861 je bila sprejeta odločitev o rušenju mestnega obzidja in izgradnji stanovanjskih hiš v vrzeli, ki ločuje Willemstad od Pietermaaija.
Okoli leta 1925 je cvetoča industrija nafte in fosfatov dodatno spodbudila rast in povzročila nastanek novih sosesk.  Med letoma 1945 in 1955 je Julianadorp in Emmastad ustanovila družba Royal Dutch Shell za namestitev novih delavcev. Leta 1985 je Shell zaprl rafinerijo nafte, ki je zaposlovala 12.000 ljudi. Vlada Curaçaa se je odločila kupiti rafinerijo za 1,00 ƒ in prevzeti odgovornost za vse prihodnje zahtevke glede onesnaževanja. Leta 1986 je bila dana v najem venezuelski PDVSA in ponovno odprta v omejenem obsegu. Leta 2017 so PDVSA prizadele kaznovalne sankcije vlade Združenih držav  in poskušali so zaseči rafinerijo.
30. maja 1969 se je delavska sindikalna stavka pri podizvajalcu rafinerije nafte sprevrgla v izgrede, imenovane vstaja na Curaçau. Med vstajo je bil ustreljen sindikalni vodja Wilson Godett. Jezni delavci so nato zažgali Heerenstraat. Nemiri so povzročili dve smrti, 300 aretacij in požgan del zgodovinskega središča. Nizozemska je v konfliktu posredovala s 300 marinci in zaprla celotno središče mesta.  Nekaj dni kasneje je Godett s sodelavci ustanovil stranko Frente Obrero i Liberashon 30 di Mei (FOL), ki je na naslednjih volitvah dobila približno četrtino glasov.
Leta 1997 so središče Willemstada in njegova nekdanja predmestja uvrstili na Unescov seznam svetovne dediščine. V 21. stoletju se je začel obsežen program prenove. 

## Gospodarstvo

### Letalstvo
Jetair Caribbean, nacionalna letalska družba Curaçaa. Sedež ima na Maduro Plaza.

### Turizem
Turizem je pomembna panoga in mesto ima več igralnic. Mestno središče Willemstada ima vrsto kolonialne arhitekture, z vplivom "nizozemskih slogov". Tam so se pričele tudi arheološke raziskave.  Mesto ima številne plaže, kot je plaža Baya.

### Industrija
Zaradi svoje lege v bližini venezuelskih naftnih polj, politične stabilnosti in naravnega globokomorskega pristanišča je Willemstad postal kraj pomembnega pristanišča in rafinerije. Pristanišče v Willemstadu je eno največjih pristanišč za pretovarjanje nafte na Karibih. Rafinerija, nekoč največja na svetu, je bila prvotno zgrajena in v lasti Royal Dutch Shell leta 1915.
Štiri družbe, ki sestavljajo rafinerijo Royal Dutch Shell  ; rafinerijske operacije, skladišče nafte, podjetje za vlačilce (KTK) in lokalna distribucija rafiniranih proizvodov (CurOli/Gas) so bili vsaka posebej prodani vladi Curaçaa leta 1985  za simbolično vsoto enega guldena na podjetje ali skupaj 1 gulden  in je zdaj v najemu PDVSA, venezuelski naftni družbi v državni lasti. Schlumberger, največje svetovno podjetje za storitve na naftnih poljih, je ustanovljeno v Willemstadu.

### Finančne storitve
Zaradi ugodne davčne politike Curaçaa so v Willemstadu ustanovljene številne finančne ustanove.

## Izobraževanje
Univerza Curaçao je nacionalna univerza dežele Curaçao v Willemstadu. Medicinska fakulteta Avalon University je v Willemstadu. Karibska medicinska univerza je prav tako v Willemstadu, blizu mestnega središča.

## Infrastruktura

### Letališče
Willemstad oskrbuje mednarodno letališče Curaçao, ki je 12 km severno od mesta, ki ga letno uporabi približno dva milijona potnikov.

### Mostovi
Punda in Otrobanda sta povezana z mostom kraljice Eme, dolgim pontonskim mostom. Čeprav je še vedno v uporabi, se danes večina cestnega prometa odvija po mostu kraljice Julijane, ki je bil zgrajen leta 1967 (obnovljen 1974). Blizu je sedaj nedelujoči most kraljice Wilhelmine.

## Geografija

### Podnebje
Willemstad ima vroče polsušno podnebje (Köppenova klasifikacija podnebja: BSh) z zelo visokimi temperaturami vse leto in zelo toplimi nočmi. Sonca je v izobilju vse leto. Najvišja količina padavin je od oktobra do decembra, vendar je iz leta v leto zelo spremenljiva zaradi vpliva južnega nihanja El Niño. Temperature se skozi leto malo spreminjajo, zelo redke so temperature nad 34 °C ali pod 24 °C.
| Podnebni podatki za Willemstad (Hato Airport) 1981–2010 | Podnebni podatki za Willemstad (Hato Airport) 1981–2010 | Podnebni podatki za Willemstad (Hato Airport) 1981–2010 | Podnebni podatki za Willemstad (Hato Airport) 1981–2010 | Podnebni podatki za Willemstad (Hato Airport) 1981–2010 | Podnebni podatki za Willemstad (Hato Airport) 1981–2010 | Podnebni podatki za Willemstad (Hato Airport) 1981–2010 | Podnebni podatki za Willemstad (Hato Airport) 1981–2010 | Podnebni podatki za Willemstad (Hato Airport) 1981–2010 | Podnebni podatki za Willemstad (Hato Airport) 1981–2010 | Podnebni podatki za Willemstad (Hato Airport) 1981–2010 | Podnebni podatki za Willemstad (Hato Airport) 1981–2010 | Podnebni podatki za Willemstad (Hato Airport) 1981–2010 | Podnebni podatki za Willemstad (Hato Airport) 1981–2010 |
| Mesec                                                   | Jan                                                     | Feb                                                     | Mar                                                     | Apr                                                     | Maj                                                     | Jun                                                     | Jul                                                     | Avg                                                     | Sep                                                     | Okt                                                     | Nov                                                     | Dec                                                     | Letno                                                   |
| ------------------------------------------------------- | ------------------------------------------------------- | ------------------------------------------------------- | ------------------------------------------------------- | ------------------------------------------------------- | ------------------------------------------------------- | ------------------------------------------------------- | ------------------------------------------------------- | ------------------------------------------------------- | ------------------------------------------------------- | ------------------------------------------------------- | ------------------------------------------------------- | ------------------------------------------------------- | ------------------------------------------------------- |
| Rekordno visoka temperatura °C                          | 33.3                                                    | 33.2                                                    | 33.0                                                    | 34.7                                                    | 36.0                                                    | 37.5                                                    | 35.0                                                    | 37.4                                                    | 38.3                                                    | 36.0                                                    | 35.6                                                    | 33.3                                                    | 38.3                                                    |
| Povprečna visoka temperatura °C                         | 29.9                                                    | 30.1                                                    | 30.7                                                    | 31.4                                                    | 32.0                                                    | 32.1                                                    | 32.1                                                    | 32.7                                                    | 32.8                                                    | 32.1                                                    | 31.1                                                    | 30.3                                                    | 31.4                                                    |
| Povprečna dnevna temperatura °C                         | 26.6                                                    | 26.7                                                    | 27.2                                                    | 27.8                                                    | 28.4                                                    | 28.6                                                    | 28.5                                                    | 28.9                                                    | 29.1                                                    | 28.6                                                    | 28.0                                                    | 27.2                                                    | 28.0                                                    |
| Povprečna nizka temperatura °C                          | 24.4                                                    | 24.5                                                    | 24.9                                                    | 25.6                                                    | 26.3                                                    | 26.5                                                    | 26.1                                                    | 26.5                                                    | 26.6                                                    | 26.2                                                    | 25.6                                                    | 24.9                                                    | 25.7                                                    |
| Rekordno nizka temperatura °C                           | 21.5                                                    | 20.6                                                    | 21.3                                                    | 22.0                                                    | 21.6                                                    | 22.4                                                    | 22.3                                                    | 21.3                                                    | 21.7                                                    | 21.9                                                    | 22.0                                                    | 21.6                                                    | 20.6                                                    |
| Povprečna količina dežja mm                             | 46.0                                                    | 28.8                                                    | 14.1                                                    | 19.4                                                    | 21.3                                                    | 22.4                                                    | 41.3                                                    | 39.7                                                    | 49.1                                                    | 102.0                                                   | 122.4                                                   | 95.5                                                    | 602.0                                                   |
| Povp. št. deževnih dni (≥ 1.0 mm)                       | 8.5                                                     | 5.5                                                     | 2.5                                                     | 2.4                                                     | 2.2                                                     | 3.3                                                     | 6.3                                                     | 4.6                                                     | 4.7                                                     | 8.1                                                     | 10.9                                                    | 11.4                                                    | 70.4                                                    |
| Povprečna relativna vlažnost (%)                        | 78.5                                                    | 78.2                                                    | 77.3                                                    | 78.2                                                    | 77.9                                                    | 77.5                                                    | 78.1                                                    | 77.8                                                    | 78.1                                                    | 79.6                                                    | 80.6                                                    | 79.5                                                    | 78.4                                                    |
| Povp. št. sončnih ur                                    | 264.7                                                   | 249.6                                                   | 271.8                                                   | 249.4                                                   | 266.3                                                   | 266.7                                                   | 290.4                                                   | 302.5                                                   | 261.7                                                   | 247.8                                                   | 234.7                                                   | 247.1                                                   | 3.152,7                                                 |
| % možne sončnosti                                       | 73.8                                                    | 75.2                                                    | 72.8                                                    | 67.0                                                    | 67.9                                                    | 70.8                                                    | 73.3                                                    | 78.2                                                    | 71.6                                                    | 67.4                                                    | 67.6                                                    | 69.8                                                    | 71.3                                                    |
| Vir: Meteorological Department Curaçao                  |                                                         |                                                         |                                                         |                                                         |                                                         |                                                         |                                                         |                                                         |                                                         |                                                         |                                                         |                                                         |                                                         |

## Znamenitosti
Od leta 1997 je zgodovinsko središče Willemstada na Unescovem seznamu svetovne dediščine. Mesto je znano po številnih barvnih zgodovinskih stavbah, ki združujejo nizozemski, portugalski in španski stil. Prvotno so bile te stavbe bele, saj so bile zgrajene iz koralnega kamna. Leta 1817 je guverner Albert Kikkert uvedel zakon, ki je zahteval, da so vse stavbe v mestu pobarvane, za neupoštevanje je bila zagrožena kazen 25 pesov. Ta zakon je predlagal dvorni zdravnik Benjamin de Sola , ki je tako kot drugi evropski oftalmologi zmotno domneval, da lahko odbita sončna svetloba na belih fasadah povzroči očesne motnje. Zakon ne velja že od leta 1932, a barve so ostale.
Glavne znamenitosti so:
- Most kraljice Eme
- Trdnjava Amsterdam
- sinagoga Mikvé Israel-Emanuel, najstarejša sinagoga na ameriški celini in Judovski kulturnozgodovinski muzej
- Cinelandia
- Osrednja ali okrogla tržnica na Sha Caprileskade
- Brionplein
- Zaliv Svete Ane ( Sint Annabaai )
- Trnova katedrala ( Kathedraal van doornen )
- Curaçao
- Destilarna likerja Curaçao Senior & Co.
- Laraha - kisli pomarančevec ali Curaçao pomaranče

## Muzeji
- Muzej Kurá Hulanda
- Pomorski muzej
- Judovski kulturnozgodovinski muzej
- Muzej Curaçao
- Fortkerk muzej
- Muzej kovancev
- Poštni muzej

## Pomembni ljudje
- Rebecca Cohen Henriquez, aktivistka[28]
- Jan Helenus Ferguson, Kolonijalni guverner Nizozemske zlate obale[29]
- George Maduro, Med drugo svetovno vojno član odpora in prejemnik Vojaškega reda Viljema
- Manuel Piar, general poveljnik armade med Venezuelsko vojno za neodvisnost
- Gerrit Schotte, prvi ministrski predsednik Curaçaoa
- Luis Brión, admiral med Venezuelsko vojno za neodvisnost

## Foto galerija
- Barvit zgodovinski del Willemstada
- Stavbe v zgodovinskem predelu Willemstada
- Banco di Caribe
- UNESCO je leta 1997 razglasil zgodovinsko območje Willemstada, notranjega mesta in pristanišča za svetovno dediščino
- Pontonski most kraljice Eme v Willemstadu
- Most kraljice Eme ponoči
- Stavba Penha, zgrajena leta 1708
- Most kraljice Juliane čez zaliv sv. Ane v Willemstadu, Curaçao